# 李太宗
李太宗（越南语：／；1000年—1054年），名李佛玛（越南语：／），又名李德政（越南语：／），越南李朝第二代皇帝，1028年—1054年在位，庙号太宗，尊号开天统运尊道贵德圣文广武崇仁尚善政理民安神符龙见体元御极亿岁功高应真宝历通玄至奥兴龙大定聪明慈孝皇帝。

## 生平
李佛玛自小仁哲通慧，文武大畧，六藝無不精諳，李太祖時，太祖曾說「將家子當效軍旅事，安用導從乎。」，年幼的李佛玛回答說「導從奚間扵將家子哉。如間之，何獨不在丁而在黎乎。由天之命耳。」，李太祖聞而驚異，於是自始開始鐘愛李佛玛，在即位後便立李佛玛為太子，後又加封為開天王。其後曾被任命為元帥，南擊占城，李佛玛成功於龍鼻山大破占婆軍，并生擒其將而還。
李太祖去世後，李佛玛的三个兄弟進行武装叛乱，并在廣福門設伏，企圖待李佛玛抵達時襲擊他，但被李佛玛先一步察覺發現。在經過與内侍李仁義討論後，李佛玛下令黎奉曉等率宫中衛士開門出戰，平定叛亂。接著又先後平定愛州，彘源州和驩州之亂，不久後李佛玛被宋朝冊封為“交趾郡王”。
內政上，自1039年开始，李佛玛创建了一个比较完备的官僚体系，并立例禁止官員向百姓濫收賦稅；又立法保護耕牛；鑄明道錢以在境內流通；分天下官道為諸「弓」，在「弓」這單位下，各設驛站以方便傳遞政令；教宫女職成錦綺，令越南不再依賴進口宋國的錦綺；親耕籍田，鼓勵農耕，又時常減免民間賦稅等。1042年，當時越南社會獄訟煩擾，法吏拘律文務為深刻，李太宗因而下令制定刑律匯編《刑書》以改善法律，至是治獄之法坦然甚明，民間百姓皆以為便，該書是越南法制史上第一部成文的律書，對越南法律發展有極為重大的意義。
軍事上，李佛玛特別注重整頓軍隊，嘗分禁軍為十二衞，又發府庫噐械，頒授諸軍，亦嘗詔造龍、鳳、魚、蛇、虎、豹、鸚鵡戰艦數百餘艘，加強軍備。他亲自率军并在越占戰爭擊敗占婆，追斬三萬級。他还曾擒斩廣源州侬全福，并与其子侬智高较量，夷其城池。皇祐五年（1052年）狄青出征前往平定广西境内的儂智高叛亂，余靖邀请李德政参与平乱，李太宗答允了，當時宋朝也發了緡錢三萬賜李朝為兵費，又許平定叛亂後加以重賞，但狄青擔心「假外兵以除内寇，非我利也。以一智髙，两廣力不能制，乃假外境兵，其或因而起亂，何以禦之？」，最終將李太宗的軍隊赶回。
1054年，李佛玛病逝於長春殿，其长子李日尊即位。宋朝追贈李佛玛為侍中、南越王，賻齎甚厚。他被认为是越南历史上的英主之一，他身後政权交接非常顺利，后人多认为系李佛玛创立的官僚体系之功。

## 評價
《大越史記全書》:「帝沉幾先物，同符漢光，征伐四克，比迹唐太。然君子每以矜大過舉，責備其賢。」
史官吳士連:「史稱帝仁哲通慧，文武大畧，六藝無不精諳。惟其有此才德，故能有為。然拘於君臣燕亨之禮，當哀而樂，致孝道之有虧。惑於浮屠慈愛之説，肆赦叛臣，則仁流於姑息，此其失也。」

## 后妃
共有后妃十三人。

### 皇后
- 金天皇太后梅氏（父梅祐），1028年十一月拜其父梅祐為安國上將[4][5]
- 丁皇后，1028年十一月拜其父丁吳尚為匡國上將[4]
- 王皇后，1028年十一月拜其父王杜為輔國上將[4]
- 天感皇后，1035年七月立为天感皇后，姓名不详

### 妃嬪
- 陶妃，陶大姨之女[6]

## 子女後代

### 子
太宗生李日尊前还有两个儿子，早夭，李日尊是三子。
- 李聖宗李日尊
- 奉王李日忠（公主李玉橋之父）

### 女
- 平陽公主
- 重宁公主
- 鸿福公主